# Wspólnota administracyjna Erkheim
Wspólnota administracyjna Erkheim – wspólnota administracyjna (niem. Verwaltungsgemeinschaft) w Niemczech, w kraju związkowym Bawaria, w rejencji Szwabia, w regionie Donau-Iller, w powiecie Unterallgäu. Siedziba wspólnoty znajduje się w miejscowości Erkheim. Powstała 1 maja 1978.
Wspólnota administracyjna zrzesza jedną gminę targową (Markt) oraz trzy gminy wiejskie (Gemeinde): 
- Erkheim, gmina targowa, 2 915 mieszkańców, 32,18 km²
- Kammlach, 1 778 mieszkańców, 26,73 km²
- Lauben, 1 319 mieszkańców, 18,38 km²
- Westerheim, 2 129 mieszkańców, 21,17 km²